# Oscar Tabárez
Óscar Wáshington Tabárez Silva (sinh 3 tháng 3 năm 1947 tại Montevideo) là một cựu cầu thủ và huấn luyện viên bóng đá người Uruguay. Sau khi kết thúc sự nghiệp cầu thủ, ông đã làm huấn luyện viên khoảng 30 năm, làm việc tại Colombia, Argentina, Ý và Tây Ban Nha, cũng tham dự 2 kỳ World Cup trong màu áo của Uruguay.

## Sự nghiệp Huấn luyện Viên

#### Club[edit]
Peñarol
- Vô địch Cúp các câu lạc bộ Nam Mỹ (Copa Libertadores): 1987
- Á quân cúp liên lục địa (Intercontinental Cup): 1987

Boca Juniors
- Vô địch Primera División (Apertura): 1992
- Vô địch Supercopa Masters: 1992

#### International[edit]
Uruguay
- Vô địch Pan American Games: 1983
- Hạng 4 thế giới (FIFA World Cup): 2010
- Vô địch Cúp Nam Mỹ (Copa América): 2011
- Bán kết Confederattiionns cup: 2013
- Lọt vào vòng 16 World Cup: 1990,2014

#### Individual[edit]
- Huấn luyện viên xuất sắc nhất Nam Mỹ: 2010, 2011
- Huấn luyện viên xuất sắc nhất thế giới: 2012